# Giovanni Pisano
Giovanni Pisano född cirka 1245 i Pisa, död efter 1315 i Siena, var en italiensk skulptör och byggmästare. Han var son till Niccolò Pisano.

## Biografi
Giovanni Pisano fick sin utbildning hos fadern i Pisa och arbetade sannolikt tillsammans med honom på predikstolen i katedralen i Siena. Självständiga arbeten utförde han för Sant' Andrea i Pistoia och för katedralen i Pisa 1301–1311, vars av Pisano konstruerade domstol senare revs, delar av den finns i Bodemuseum i Berlin; den nuvarande predikstolen är en kopia.
Pisanos stil betecknar en betydande utveckling av faderns och utgör höjdpunkten av gotikens plastiska ideal. Han strävar efter natur, sanning och känslouttryck. Figurerna har en långsträckt hållning och elegant behandling, kompositionen visar rörlighet men också större sammanslutning. 
Bevarade är också en rad av Pisanos madonnaframställningar, en i Bodemuseum och en annan över bapisteriets portal i Pisa. För katedralen i Siena utförde han gigantiska figurer av profeter och sibyllor. Gravmonumentet över kejsarinnan Margareta (efter 1311) är bevarat i fragment i Palazzo bianco i Genua. Även som arkitekt med verk i Pisa och Siena var Pisano betydande.

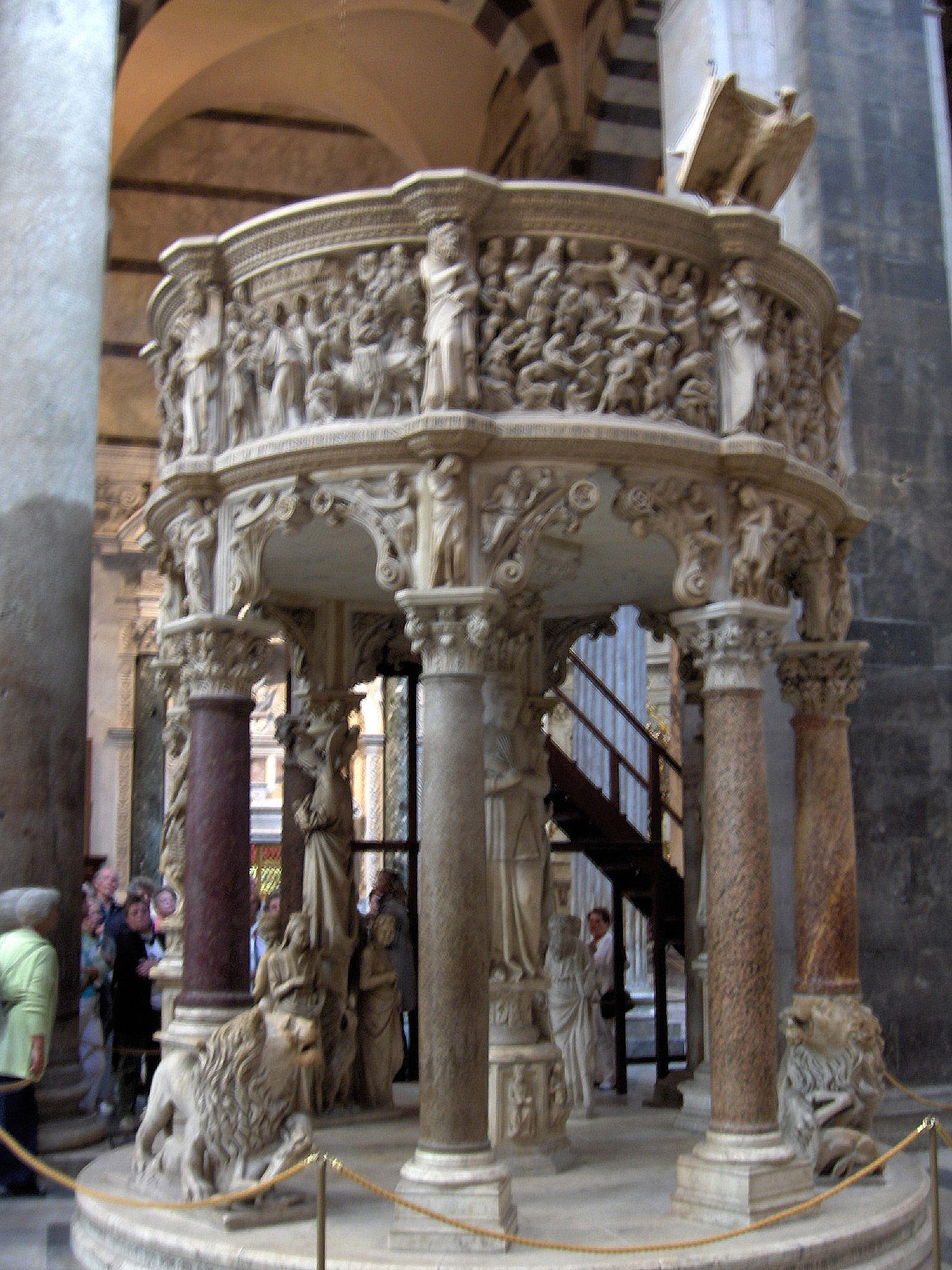
Predikstolen i katedralen i Pisa.

## Utmärkelser
Asteroiden 7313 Pisano är uppkallad efter honom, Nicola Pisano och Andrea Pisano.